# Natalia Guitler
Natalia Guitler (4 de junho de 1987), é uma ex-tenista profissional brasileira, jogadora de futebol estilo livre, jogadora de futevôlei, jogadora de teqball, empresária e influênciadora digital.

## Carreira no Esporte

### Teqball

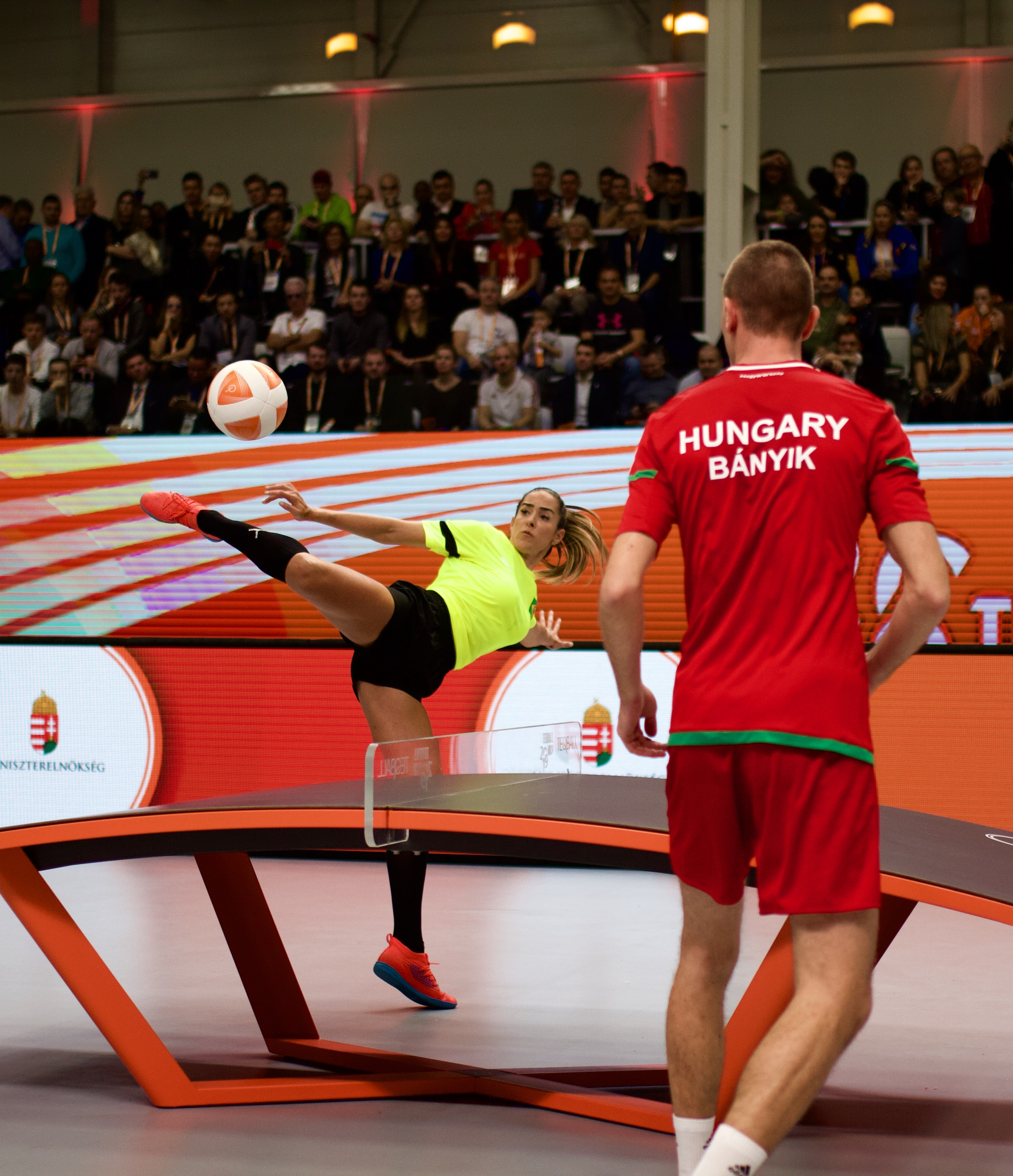
Natalia Guitler jogando Teqball em 2019

Guitler começou a jogar teqball depois do tênis. Em 2018, seu companheiro Marcos Vieira da Silva terminou em quarto lugar nas duplas. No ano seguinte, sagraram-se campeões em Budapeste.
Natalia se tornou conhecida ao disputar partidas de futevôlei e futmesa contra atletas consagrados como Neymar e Ronaldinho entre outros.

### Futebol
Guitler representou o Brasil no futebol nos Jogos Maccabiah de 2017, marcando pela equipe durante o torneio. 

## Finais do Circuito ITF
| Torneios de $10.000 |

### Simples: 3 (1–2)
| Resultado | Não. | Data                   | Torneio           | Superfície | Adversária na final   | Pontuação na final |
| Perdeu    | 1    | 14 de setembro de 2008 | Santos, Brasil    | Saibro     | Fernanda Hermenegildo | 3–6, 4–6           |
| Venceu    | 1    | 7 de dezembro de 2008  | Fortaleza, Brasil | Saibro     | Nathália Rossi        | 3–6, 6–3, 6–2      |
| Venceu    | 2    | 30 de agosto de 2010   | Barueri, Brasil   | Duro       | Mailen Auroux         | 4–6, 2–6           |

### Duplas: 8 (4–4)
| Resultado    | Não. | Data                   | Torneio               | Superfície | Parceiro              | Oponentes                              | Pontuação            |
| ------------ | ---- | ---------------------- | --------------------- | ---------- | --------------------- | -------------------------------------- | -------------------- |
| Vice-campeão | 1    | 4 de maio de 2008      | Bell Ville, Argentina | Saibro     | Joana Cortez          | Tatiana Búa Karen Castiblanco          | 4–6, 6–1, [7–10]     |
| Ganhador     | 1    | 25 de maio de 2008     | Manágua, Nicarágua    | Duro       | Nathália Rossi        | Kit Carson Nicole Monteiro             | 3–6, 7–6 (2), [11–9] |
| Vice-campeão | 2    | 27 de julho de 2008    | Brasília, Brasil      | Saibro     | Carla Beltrami        | Fabiana Chiaparini Carla Tiene         | 5–7, 6–4, [11–13]    |
| Ganhador     | 2    | 14 de setembro de 2008 | Santos, Brasil        | Saibro     | Joana Cortez          | Ana Clara Duarte Fernanda Hermenegildo | 6–1, 6–3             |
| Vice-campeão | 3    | 9 de novembro de 2008  | Assunção, Paraguai    | Saibro     | Nathália Rossi        | Karen Castiblanco Emília Yorio         | 5–7, 4–6             |
| Ganhador     | 3    | 7 de dezembro de 2008  | Fortaleza, Brasil     | Duro       | Carla Tiene           | Aleksandrina Naydenova Nathália Rossi  | 7–6 (5), 6–1         |
| Vice-campeão | 4    | 5 de abril de 2009     | Lima, Peru            | Saibro     | Bianca Botto          | Carla Beltrami Maria Irigoyen          | 6–4, 3–6, [5–10]     |
| Ganhador     | 4    | 27 de setembro de 2009 | Cd.Obregón, México    | Duro       | Andrea Koch Benvenuto | Jamie Hampton Whitney Jones            | 7–6 (6), 6–4         |